# Palheiros
Palheiros ist ein Ort und eine ehemalige Gemeinde (Freguesia) im portugiesischen Kreis Murça. Die Gemeinde hatte 332 Einwohner (Stand 30. Juni 2011).
Am 29. September 2013 wurden die Gemeinden Palheiros und Noura zur neuen Gemeinde União das Freguesias de Noura e Palheiros zusammengeschlossen.